# Kupljensko
Kupljensko is een plaats in de gemeente Vojnić in de Kroatische provincie Karlovac. De plaats telt 334 inwoners (2001).